# 1926年ウィンブルドン選手権
1926年 ウィンブルドン選手権（1926ねんウィンブルドンせんしゅけん、The Championships, Wimbledon 1926）に関する記事。イギリス・ロンドン郊外にある「オールイングランド・ローンテニス・アンド・クローケー・クラブ」にて開催。

## 大会の流れ
- チャレンジ・ラウンドとオールカマーズ・ファイナルによる旧方式が1921年を最後に廃止され、1924年からこの年まで「ナショナル・シーディング」（National seeding）によって抽選を決定した。ナショナル・シーディングとは、ウィンブルドンに出場選手を派遣する国のテニス協会が、最大でシングルス4名・ダブルス2組まで有力選手を指名し、それに基づいて抽選を決める方式である。まだイギリス人選手が大半を占めていた時代、この方法では外国選手の大半が早期敗退するデメリットがあった。1926年までの抽選表は、シード選手の公式な順位を残していない。

## 大会経過

### 男子シングルス
準々決勝
- ジャック・ブルニョン vs.  チャールズ・キングスレー　6-2, 4-6, 6-2, 4-6, 6-4
- ハワード・キンゼイ vs.  パトリック・スペンス　6-3, 6-3, 3-6, 6-3
- アンリ・コシェ vs.  コリン・グレゴリー　3-6, 6-4, 6-2, 4-6, 6-3
- ジャン・ボロトラ vs.  ヤン・コジェルフ　6-4, 4-6, 9-7, 6-1

準決勝
- ハワード・キンゼイ vs.  ジャック・ブルニョン　6-4, 4-6, 6-3, 3-6, 9-7
- ジャン・ボロトラ vs.  アンリ・コシェ　2-6, 7-5, 2-6, 6-3, 7-5

### 女子シングルス
準々決勝
- リリ・デ・アルバレス vs.  クレア・ベッキングハム　6-2, 6-2
- モーラ・マロリー vs.  コルネリア・ボウマン　3-6, 7-5, 6-3
- ジュリー・ブラスト vs.  エレン・コントスタブロス　6-3, 6-3
- キティ・ゴッドフリー vs.  C・ティレル　6-2, 6-0

準決勝
- リリ・デ・アルバレス vs.  モーラ・マロリー　6-2, 6-2
- キティ・ゴッドフリー vs.  ジュリー・ブラスト　6-4, 6-0

## 決勝戦の結果
男子シングルス
- ジャン・ボロトラ vs.  ハワード・キンゼイ　8-6, 6-1, 6-3

女子シングルス
- キティ・ゴッドフリー vs.  リリ・デ・アルバレス　6-2, 4-6, 6-3

男子ダブルス
- アンリ・コシェ＆ ジャック・ブルニョン vs.  ビンセント・リチャーズ＆ ハワード・キンゼイ　7-5, 4-6, 6-3, 6-2

女子ダブルス
- メアリー・ブラウン＆ エリザベス・ライアン vs.  キティ・ゴッドフリー＆ イブリン・コリヤー　6-1, 6-1

混合ダブルス
- レスリー・ゴッドフリー＆ キティ・ゴッドフリー vs.  ハワード・キンゼイ＆ メアリー・ブラウン　6-3, 6-4